# 385 pr. n. št.

## Rojstva
- Heraklit Pontski,  starogrški filozof in astronom  († 310 pr. n. št.)